# Wanna One
Wanna One (kor. 워너원) – boysband z Korei Południowej założony w 2017 roku przez firmę CJ E&M w konsekwencji wyemitowania survivalowego programu Produce 101 Season 2 na stacji Mnet. W skład zespołu weszło jedenaście chłopaków wybranych spośród 101 stażystów z różnych firm rozrywkowych: Kang Daniel, Park Ji-hoon, Lee Dae-hwi, Kim Jae-hwan, Ong Seong-wu, Park Woo-jin, Lai Kuan-lin, Yoon Ji-sung, Hwang Min-hyun, Bae Jin-young oraz Ha Sung-woon. Zespół zadebiutował 7 sierpnia 2017 roku z minialbumem 1X1=1 (TO BE ONE) i był aktywny do 27 stycznia 2019 roku.

## Historia

### Przed debiutem:Produce 101 Season 2
Grupa Wanna One powstała w efekcie programu survivalowego Produce 101 Season 2, który został wyemitowany na kanale Mnet od 7 kwietnia do 16 czerwca 2017 roku. Z początkowych 101 stażystów reprezentujących różne agencje, finałowa jedenastka została wybrana przez głosowanie publiczności i ogłoszona podczas transmisji na żywo.
Przed uczestnictwem w programie Produce 101 Season 2 niektórzy członkowie byli aktywni w przemyśle rozrywkowym. Park Ji-hoon był aktorem dziecięcym i zagrał w kilku serialach, m.in. w Kimchi Cheese Smile i Wanggwa na. Występował także w kilku programach rozrywkowych u boku boysbandów BIGBANG i SS501. W 2012 roku Hwang Min-hyun zadebiutował na scenie muzycznej jako członek grupy NU’EST. Kim Jae-hwan po raz pierwszy pojawił się w drugim sezonie koreańskiej wersji programu Mam Talent, ale został wyeliminowany podczas półfinału. W 2014 roku Ha Sung-woon zadebiutował jako członek grupy Hotshot.

### 2017: debiut z1X1=1 (TO BE ONE)i1-1=0 (Nothing Without You)
Wanna One podpisali kontrakt z YMC Entertainment (która wcześniej zarządzała zwycięską grupą pierwszego sezonu – I.O.I). Jednakże w odróżnieniu od I.O.I, członkowie Wanna One nie mogli uczestniczyć w żadnych aktywnościach ze swoimi oryginalnymi agencjami.
Grupa wzięła udział w finałowych dwóch koncertach, które odbyły się 1 i 2 lipca 2017 roku w Olympic Hall w Seulu, w celu zakończenia programu Produce 101 Season 2. Wanna One oficjalnie zadebiutowali podczas imprezy Wanna One Premier Show-Con, która odbyła się w Gocheok Sky Dome 7 sierpnia 2017 roku.
Debiutancki minialbum zespołu 1X1=1 (TO BE ONE) 8 sierpnia 2017 roku, z głównym singlem „Energetic” skomponowanym przez Hui z zespołu Pentagon i FlowBlow, ze słowami napisanymi przez Hui i Wooseoka z Pentagonu. Tego samego dnia ukazały się dwa teledyski.
13 listopada Wanna One wydali repackage album pierwszej płyty – 1-1=0 (Nothing Without You), z głównym singlem „Beautiful”. Połączona sprzedaż pierwszego albumu i jego przepakowanej edycji przekroczyła milion egzemplarzy, czyniąc Wanna One pierwszą grupą K-popową, która sprzedała milion kopii swojego debiutanckiego albumu. Podczas gali Asian Music Awards 2017 Wanna One zdobyli nagrody „Best New Male Artist” oraz „Best Male Group”.

### 2018–2019:0+1=1 (I Promise You),1÷x=1 (Undivided)oraz1¹¹=1 (Power of Destiny)
W lutym 2018 roku agencja YMC Entertainment potwierdziła datę comebacku na 19 marca 2018 roku. 27 lutego agencja ujawniła tytuł kolejnego minialbumu – 0+1=1 (I Promise You). Według agencji grupy, w ciągu czterech dni (od 27 lutego do 2 marca), udało się zgromadzić ponad 700 tys. zamówień w przedsprzedaży płyty. Minialbum ukazał się 19 marca wraz z głównym singlem „Boomerang”
W kwietniu Wanna One ogłosili, że członkowie podzielą się na kilka unitów i będą współpracować z różnymi artystami, takimi jak Dynamic Duo, Zico, Nell i Heize w kolejnym specjalnym albumie. Album został zatytułowany 1÷x=1 (Undivided), i ukazał się 4 czerwca.
Pierwsza światowa trasa zespołu, zatytułowana Wanna One World Tour – One: The World, rozpoczęła się 1 czerwca i obejmie 13 różnych miast na całym świecie.
Kontrakt Wanna One z YMC Entertainment wygasł 31 maja. Począwszy od 1 czerwca zespołem zarządzała Swing Entertainment, nowa agencja utworzona na potrzeby zespołu.
30 października zespół opublikował teaser oraz ujawnił tytuł pierwszego albumu studyjnego – 1¹¹=1 (Power of Destiny). Płyta ukazała się 19 listopada.
18 grudnia 2018 roku Swing Entertainment wydało oficjalne oświadczenie, że umowa grupy zakończy się w planowanym terminie – 31 grudnia 2018 roku. Firma oświadczyła również, że wszystkie agencje doszły do porozumienia, umożliwiając członkom uczestnictwo w zaplanowanych końcoworocznych imprezach i ceremoniach wręczania nagród w styczniu 2019 roku. Zespół zakończy działalność finałową serią koncertów (zatytułowaną Therefore), trwającą cztery dni, z ostatnim w dniu 27 stycznia 2019 roku. Koncert odbył się w Gocheok Sky Dome w Seulu, gdzie grupa miała swój debiutancki showcase.

## Członkowie
- Yoon Ji-sung (kor. 윤지성), ur. 8 marca 1991(dts), agencja MMO Entertainment. W programie zajął 8. miejsce.
- Ha Sung-woon (kor. 하성운), ur. 22 marca 1994(dts), agencja Star Crew Entertainment (wcześniej Ardor and Able). W programie zajął 11. miejsce.
- Hwang Min-hyun (kor. 황민현), ur. 9 sierpnia 1995(dts), agencja Pledis Entertainment. W programie zajął 9. miejsce.
- Ong Seong-wu (kor. 옹성우), ur. 25 sierpnia 1995(dts), agencja Fantagio. W programie zajął 5. miejsce.
- Kim Jae-hwan (kor. 김재환), ur. 27 maja 1996(dts), był indywidualnym stażystą. W programie zajął 4. miejsce.
- Kang Daniel (kor. 강다니엘), ur. 10 grudnia 1996(dts), agencja MMO Entertainment. W programie zajął 1. miejsce.
- Park Ji-hoon (kor. 박지훈), ur. 29 maja 1999(dts), agencja Maroo Entertainment. W programie zajął 2. miejsce.
- Park Woo-jin (kor. 박우진), ur. 2 listopada 1999(dts), agencja Brand New Music. W programie zajął 6. miejsce.
- Bae Jin-young (kor. 배진영), ur. 10 maja 2000(dts), agencja C9 Entertainment. W programie zajął 10. miejsce.
- Lee Dae-hwi (kor. 이대휘), ur. 29 stycznia 2001(dts), agencja Brand New Music. W programie zajął 3. miejsce.
- Lai Kuan-lin (kor. 라이관린), ur. 23 września 2001(dts), agencja Cube Entertainment. W programie zajął 7. miejsce.

## Dyskografia
Albumy studyjne
| 2018                                           | 1¹¹=1 (Power of Destiny) - Wydany: 19 listopada 2018 - Wytwórnia: Swing Entertainment - Format: CD, digital download | 1 | 15 | - KOR: 676 911+ - JPN: 5392+ |
| „–” oznacza, że wydawnictwo nie było notowane. | |   |    |                              |

Minialbumy
| Rok  | Dane dot. albumu | Najwyższa pozycja | Najwyższa pozycja | Sprzedaż                       |
| Rok  | Dane dot. albumu | KOR               | JPN (Oricon)      | Sprzedaż                       |
| ---- | --- | ----------------- | ----------------- | ------------------------------ |
| 2017 | 1×1=1 (To Be One) - Wydany: 7 sierpnia 2017 - Wytwórnia: YMC Entertainment, CJ E&M - Format: CD, digital download                                                  | 1                 | 4                 | - KOR: 789 672+ - JPN: 33 850+ |
| 2017 | 1-1=0 (Nothing Without You) - Repackage albumu 1×1=1 (To Be One) - Wydany: 13 listopada 2017 - Wytwórnia: YMC Entertainment, CJ E&M - Format: CD, digital download | 1                 | 8                 | - KOR: 648 975+ - JPN: 23 849+ |
| 2018 | 0+1=1 (I Promise You) - Wydany: 19 marca 2018 - Wytwórnia: YMC Entertainment, CJ E&M - Format: CD, digital download                                                | 1                 | 2                 | - KOR: 782 562+ - JPN: 50 497+ |
| 2018 | 1÷x=1 (Undivided) - Wydany: 4 czerwca 2018 - Wytwórnia: YMC Entertainment, CJ E&M - Format: CD, digital download                                                   | 1                 | 18                | - KOR: 641 131+ - JPN: 48 147+ |

## Trasy koncertowe
- Wanna One Premier Show-Con (2017)
- Wanna One Premier Fan-Con (2017)
- Wanna One World Tour – One: The World (2018)

## Filmografia
Programy rozrywkowe
- Produce 101 Season 2 (Mnet, 2017)
- Wanna One Go (Mnet, 2017)[38]
- Wanna City (SBS Mobidic, 2017)[39]
- Wanna One Go Season 2: Zero Base (Mnet, 2017)[40]
- Wanna One Go in Jeju (Mnet, 2017)
- Wanna One Go Season 3: X-CON (Mnet, 2017)
- Wanna Travel (Olleh TV, 2018)